# ジム・ジョンストン
ジェームズ・アラン・ジョンストン（James Alan Johnston 1959年 - ）は、アメリカの作曲家。1980年代からアメリカ最大のプロレス団体WWEで音楽監督として活動しており、レスラーのエントランス曲を担当している。また、WWEのレスラーが登場するWWEフィルムズ制作の映画や、WWEのゲームであるスマックダウンVSロウ(エキサイティングプロレス)の楽曲を担当している。2017年に解雇となった。

## 主な作品
"Break It Down" (D-ジェネレーションX)

"I Won't Do What You Tell Me" (ストーン・コールド・スティーブ・オースチン)

"If You Smell" (ザ・ロック)

"Rest In Peace" (ジ・アンダーテイカー)

"No Chance In Hell" (ビンス・マクマホン)

"Break The Walls Down" (クリス・ジェリコ)

"Wreck" (マンカインド)

"Time To Rock & Roll" (トリッシュ・ストラタス)

"619" (レイ・ミステリオ)

"Paparazzi" (メリーナ)

"Turn Up The Trouble" (Mr.ケネディ)

"Hitman" (ブレット・ハート) ※ジミー・ハート、J.J. マグワイアとの合作

"Walkabout" (ザ・ブッシュワッカーズ)

"Snake Bit" (ジェイク・ロバーツ)

"Bad Boy" (レイザー・ラモン)

"Unstable" (アルティメット・ウォリアー)

"I Love You" (ブラザー・ラブ)

"Cool Cocky Bad" (ホンキー・トンク・マン)

"One Two Three" (1-2-3 Kid)

"I Know You Want Me" (サニー)

"Sumo" (ヨコヅナ)

"Snapped" (サイコ・シッド)

"Enough Is Enough" (オーエン・ハート)

"With My Baby Tonight" (ロード・ドッグ)

"Wild Cat" (セイブル)

"Diesel Blues" (ディーゼル)

"Dude's Shack" (デュード・ラブ)

"Power" (ネーション・オブ・ドミネーション)

"Corporate Ministry" (コーポレート・ミニストリー)

"The Dudester" (デュード・ラブ)

"Ass Man" (ビリー・ガン)

"Gold-Lust" (ゴールダスト)

"California" (レッスルマニア2000)

"Who I Am" (チャイナ)

"The Real Deal" (ディーロ・ブラウン)

"Deadly Game" (1998 サバイバー・シリーズ)

"The Ultimate" (ケン・シャムロック)

"You Think You Know Me" (エッジ)

"Blood" (ギャングレル)

"The Ho Train" (グッドファーザー)

"Fist" (マイク・タイソン)

"Oh You Didn't Know?" (ニュー・エイジ・アウトローズ)

"Burned" (ケイン)

"Hello Ladies" (バル・ビーナス)

"Real Man's Man" (ウィリアム・リーガル)

"I Don't Suck" (カート・アングル)

"Latino Heat" (エディ・ゲレロ)

"It Just Feels Right" (リタ)

"Sexual Chocolate" (マーク・ヘンリー)

"Oh Hell Yeah" (ストーン・コールド・スティーブ・オースチン)

"Bad Man" (リキシ)

"Bangin' It" (スコッティー・2・ホッティー)

"13" (タズ)

"We're Coming Down" (ダッドリー・ボーイズ)

"My Time" (トリプルH)

"Rabid" (クリス・ベノワ)

"How Do You Like Me Now?" (ハードコア・ホーリー)

"Dark Side" (ジ・アンダーテイカー)

"Next Big Thing" (ブロック・レスナー)

"Dead Man" (ジ・アンダーテイカー)

"At Last" (クリスチャン)

"I'm Back" (エリック・ビショフ)

"Eyes of Righteousness" (ディーボン)

"Fight" (2002 サマースラム)

"Eye of the Hurricane" (ハリケーン)

"King of My World" (クリス・ジェリコ)

"All Grown Up" (ステファニー・マクマホン)

"Need a Little Time" (トリー・ウィルソン)

"The Game" (トリプルH)

"You're Gonna Pay" (ジ・アンダーテイカー)

"You Look So Good to Me" (ビリー&チャック)

"The End" (アルマゲドン)

"Here Comes the Money" (シェイン・マクマホン)

"You Can Run" (ビリー・キッドマン)

"La Vittoria è Mia (Victory Is Mine)"（サンティーノ・マレラ）

## ディスコグラフィ
- The Wrestling Album (1985)
- Piledriver - The Wrestling Album 2 (1987)
- WWF Full Metal (1996-09-24)
- WWF The Music, Vol. 2 (1997-11-18)
- WWF The Music, Vol. 3 (1998-12-29)
- WWF The Music, Vol. 4 (1999-11-02)
- WWF Aggression (2000-03-21)
- WWF The Music, Vol. 5 (2001-02-20)
- WWF Forceable Entry (March 26, 2002)
- WWE Anthology (November 12, 2002)
- WWE Originals (January 13, 2004)
- WWE ThemeAddict: The Music, Vol. 6 (2004-11-16)
- WWE WRECKLESS INTENT (2006-03-23)
- WWE The Music, Vol. 7 (2007-03-16)
- A Jingle With Jillian (2007-12-11)
- Raw Greatest Hits: The Music (2007-12-18)
- WWE The Music, Vol. 8 (2008-03-25)
- Voices: WWE The Music, Vol. 9 (2009-01-27)
- WWE The Music: A New Day, Vol. 10 (2010-01-28)
- Legendary (映画) (2010-09-28)
- Knucklehead (映画) (2010-11-02)
- The Chaperone (映画) (2011-02-18)

| スタブアイコン | サブスタブ | この項目は、まだ閲覧者の調べものの参照としては役立たない、スポーツ関係者に関連した書きかけの項目です。この項目を加筆・訂正などしてくださる協力者を求めています（P:スポーツ/PJ:スポーツ人物伝）。 |